# Eurylister duplicans
Eurylister duplicans är en skalbaggsart som först beskrevs av Cooman 1955.  Eurylister duplicans ingår i släktet Eurylister och familjen stumpbaggar. Inga underarter finns listade i Catalogue of Life.